# Dornhausen (Theilenhofen)
Dornhausen ist ein Gemeindeteil der Gemeinde Theilenhofen im Landkreis Weißenburg-Gunzenhausen (Mittelfranken, Bayern). Die Gemarkung Dornhausen hat eine Fläche von 4,207 km². Sie ist in 511 Flurstücke aufgeteilt, die eine durchschnittliche Flurstücksfläche von 8232,54 m² haben.

## Lage
Das Pfarrdorf liegt an der Bundesstraße 13 zwischen Theilenhofen im Südosten und Unterasbach im Nordwesten. In Dornhausen kreuzt die Kreisstraße WUG 1 die Bundesstraße; im Norden führt die WUG 1 nach Pfofeld, im Süden nach Gundelsheim an der Altmühl. Das Dorf ist von Feldern und einigen Waldinseln umgeben und von der Altstadt von Gunzenhausen rund fünf Kilometer entfernt. Der Dornhauser Mühlbach (die noch Mitte des 19. Jahrhunderts genannte Einödmühle ist abgegangen) nördlich am Ort vorbei zur Altmühl.

## Ortsname
Der Ortsname bedeutet wohl „Zu den Häusern am Dorngebüsch.“ Er könnte Ausdruck dafür sein, was die ersten Siedler vorfanden, oder eine Schutzanlage aus lebenden Dornhecken bezeichnen.

## Vorgeschichtliche Zeugnisse
Unmittelbar bei Dornhausen wurde ein Rechteckbeil aus der Jungsteinzeit gefunden. 1799 wird berichtet, dass drei Jahrzehnte zuvor „römische Begräbnisplätze mit Aschenkrügen“ gefunden wurden. Zwei vorgeschichtliche Grabhügel bei Dornhausen wurden noch nicht untersucht.

## Geschichte

### 8. bis 14. Jahrhundert
Dornhausen ist wohl im Zuge des fränkischen Landesausbaus in der 2. Hälfte des 8. Jahrhunderts oder nur wenig später entstanden und lag zunächst im Sualafeldgau, dann in der Grafschaft Graisbach. Der erste schriftliche Nachweis des Ortes findet sich in der Gründungsurkunde des Benediktinerklosters Plankstetten aus den Jahren 1145 bis 1149, in der ein Ortsadeliger namens Vldaricus de Tornnhusun genannt ist. 1208 gehört ein Vlricus de Dornhusen als Kanoniker dem Stift Herrieden an. 1222 präsentierte Gräfin Agnes von Dollnstein, die das Patronatsrecht über die Kirche von Aha innehatte, dem Bischof von Eichstätt einen Priester namens Ulrich von Dornhausen, vielleicht identisch mit dem 1208 Genannten. Im 13. Jahrhundert werden außerdem ein Ulrich und ein Konrad von „Dornhusen“ genannt.

### 15. Jahrhundert
Eine Turmburg, auf der bis circa 1400 der Ortsadel von Dornhausen saß, übernahmen vor 1488 die Markgrafen von Ansbach; zu dieser Zeit wurde der Besitz allerdings schon als „purckstall“ bezeichnet. Den Burgstall und seine Zugehörungen erhielten 1488 die Herren von Absberg als Lehen. Sie sind bis zum Aussterben des Geschlechts im Jahr 1647 Grundherren in Dornhausen; danach fällt der Besitz an die Markgrafen zurück.
1407 (und 1456) zinsten zwei Höfe von Dornhausen an das eichstättische Amt Gundelsheim an der Altmühl; der eichstättische Besitz blieb das ganze Heilige Römische Reich über bestehen. Auch die Grafen von Oettingen hatten im Dorf Besitz.
Im Bayerischen Krieg von 1420 bis 1422 wurde Dornhausen, das bis dahin wesentlich größer war als heute, wohl zu großen Teilen zerstört. Als Lehensinhaber von oettingschen bzw. bayerisch-herzöglichen Gütern in Dornhausen werden nun mehrmals die Punnigkem/Punikeim zu Gunzenhausen genannt. Diese kamen 1442 auch in den Besitz der Taferne des Dorfes. Um diese Zeit sind auch die Herren von Pfalzpaint im Dorf begütert. 2 Zinser zu Dornhausen hatte gemäß einer Urkunde von 1475 Abgaben an die Pfarrpflege zu Weißenburg zu leisten, 4 Zinser 1497 an das dortige Reichalmosen. Die Hohe Gerichtsbarkeit wurde vom brandenburgischen Amt Gunzenhausen wahrgenommen.

### 16. und 17. Jahrhundert
1504 ist davon die Rede, dass das Dorf „gemengt“ ist, das heißt, dass hier viele Grundherren Besitz hatten. Zehn Anwesen und damit etwa ein Drittel des Dorfes gehörte der Schwabacher Ratsherrenfamilie Linck. Im Laufe des 16. Jahrhunderts werden mehrmals Mitglieder der Gunzenhäuser Familie Wurm als bayerisch-herzögliche Leheninhaber zu Dornhausen genannt; sie saßen seit 1484 in Dornhausen und standen in enger Beziehung zur Familie Linck. Nun ist auch der Deutsche Orden zu Ellingen hier Grundherr. 1514 wird die Mühle zu Dornhausen erstmals genannt; sie geht 1542 an den markgräflichen Rat Augustin Megershaimer über, der bereits 15 Anwesen in Dornhausen sein Eigen nennt. Später gehen die Megersheimer Besitzungen auf dem Erbwege an die Stiftsverwalterfamilie Willing zu Ansbach über. Von Dornhauser Feldlehen erhält das Stift St. Emmeram in Spalt Abgaben. 1589 wurden Güter zu und um Dornhausen durch Verkauf der Willingischen und Dettelbachischen Erben markgräflicher Besitz; die Willing waren Stiftsverwalter zu Ansbach und hatten seit 1580 in Dornhausen Besitz. Mit insgesamt 18 Anwesen waren die Markgrafen nunmehr zum größten Grundbesitzer Dornhausens geworden. 1596 wird dann mit den Marschällen von Pappenheim und Treuchtlingen ein weiterer Grundherr genannt.
Zu Beginn des 17. Jahrhunderts (1608) bestand das Dorf aus 30 Untertanen, von denen 18 an das markgräfliche Kastenamt Gunzenhausen, 6 an die Stadt Weißenburg, je 2 an das eichstättische Amt Sandsee und an den Deutschen Orden Ellingen und je 1 Untertan an die Herren von Absberg und an die Treuchtlinger Linie der Pappenheimer zinsten; letzteren trat man 1629 an den Deutschen Orden ab. Im Dreißigjährigen Krieg litt das Dorf unter Besetzungen, Brandschatzungen und der Pest; es dauerte lange, bis es sich von dem Bevölkerungsschwund wieder erholte, wozu insbesondere der in mehreren Wellen erfolgte Zuzug von Exulanten aus der oberösterreichischen Enns-Gegend beitrug. 1695 kaufte Markgraf Georg Friedrich d. J. den Herren von Holtz ihr Dornhäuser Lehen ab, darunter den Burgstall mit Zugehörungen.

### Vom 18. Jahrhundert bis in die Gegenwart
1732 besteht Dornhausen aus 32 Untertanen. Grundherrliche Abgaben sind nunmehr zu leisten an das Kastenamt Gunzenhausen (20 Untertanen einschließlich der Mühle), an die Stadt Weißenburg (6 Untertanen), an das eichstättische Amt Sandsee (2 Untertanen) und an die Deutschordenskommende Ellingen (wovon 3 Untertanen des Oberamtes Ellingen, 1 Untertan des Amtes Absberg). Daran änderte sich im Heiligen Römischen Reich fast nichts mehr. Mit der Markgrafschaft Brandenburg-Ansbach wurde Dornhausen 1792 preußisch. 1796 eignete sich Preußen die Hintersassen des Deutschen Ordens an. Als 1802 Bayern das Hochstift Eichstätt in Besitz nahm, tauschte es die zwei ehemaligen eichstättischen Untertanen in Dornhausen mit Preußen; damit waren alle Untertanen Dornhausens preußisch geworden. 1806 endete die Preußenherrschaft, Dornhausen wurde bayerisch. 1808 erfolgte der Anschluss Dornhausens an das Landgericht und Rentamt Gunzenhausen im Rezatkreis, wobei Dornhausen dem Steuerdistrikt Theilenhofen zugeteilt war. 1811 wurde Dornhausen zusammen mit dem südöstlich gelegenen Nachbarort Wachstein eine Ruralgemeinde, die 1818 wieder in selbständige Gemeinden getrennt wurde. 1848 endete die Grundherrschaft des bayerischen Königs, die Bauern konnten durch Zahlung einer Ablösesumme Eigentümer des von ihnen bebauten Bodens werden; statt Naturalien waren nunmehr Steuern an das Rentamt Gunzenhausen zu entrichten. 1862 kam Dornhausen an das Bezirksamt (den späteren Landkreis) Gunzenhausen.
Die Zahl der Häuser im Dorf stieg von 41 mit 210 Einwohnern im Jahr 1824 auf 47 mit 326 Einwohnern einschließlich der Heimatvertriebenen im Jahr 1950. 1961 wurden 46 Wohngebäude gezählt, die von 226 Personen bewohnt wurden, 1966 wohnten 213 Personen im Ort.
In den 1960er Jahren wurden umfangreiche Ortsverschönerungsmaßnahmen durchgeführt, eine Kanalisation gebaut, das Dorf an die Pfofelder Wasserversorgungsgruppe angeschlossen und eine Flurbereinigung durchgeführt. Im Zuge der Gemeindegebietsreform in Bayern wurde das bis dahin selbständige Dorf am 1. Mai 1978 nach Theilenhofen eingegliedert.
1982 wurde der Schlachtflieger und Gründer des „Kameradenwerks“, ein Netzwerk zur Flucht von NS-Kriegsverbrechern, Hans-Ulrich Rudel in Dornhausen beigesetzt.

## Kirchliche Verhältnisse

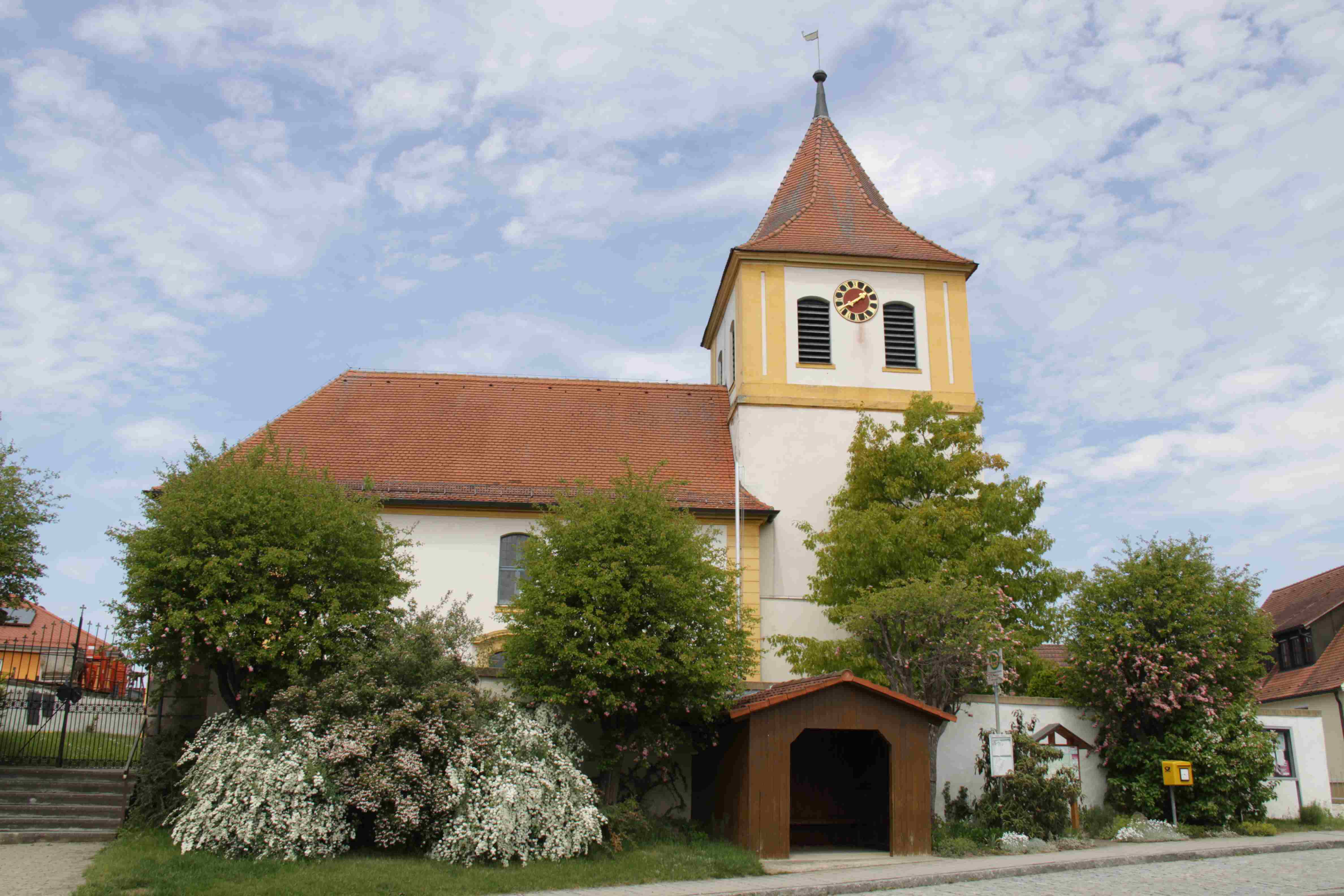
Kirche Dornhausen

Die erste Kirche Dornhausens dürfte eine vor dem Dorf gelegene St. Michaelskapelle gewesen sein; das Dorf gehörte wohl ursprünglich zur Pfarrei Gunzenhausen. 1296 schenkte Graf Gebhard VII. von Hirschberg dem Kloster Rebdorf das Patronatsrecht über die Kirche zu Dornhausen; so erhielt das Augustiner-Chorherrenstift bis zur Reformation den Großen Zehnent, während der Kleine Zehent dem jeweiligen Pfarrer zustand. 1451 wurde eine St. Georgskirche eingeweiht; von ihr zeugt noch das Untergeschoss des Kirchturmes. Sie wurde 1741 von dem markgräflichen Hofbaumeister Johann David Steingruber völlig umgebaut. 1795 erfolgte eine einjochige Verlängerung nach Westen. Die Reformation fasste wahrscheinlich 1541 beim Amtsantritt des aus Nürnberg stammenden Pfarrers Lorenz Schmaußer in Dornhausen Fuß. Aufgrund der Wirren des Dreißigjährigen Krieges wurde bis 1654 von Dornhausen aus die Pfarrei Gräfensteinberg versehen. Im 19. Jahrhundert wirkte hier als Pfarrer der Volksschriftsteller Wilhelm Redenbacher. Heute gehört Dornhausen mit dem Pfarramt in Theilenhofen zu dem 2003 gebildeten Evangelisch-lutherischen Pfarrverbund Dornhausen/Gundelsheim/Theilenhofen/Wachenhofen/Wachstein.

## Persönlichkeiten
- Adeline Elisabeth Rohn (1868–1945), Schriftstellerin, Rohn wohnte zwischen 1896 und 1913 in Dornhausen und verfasste hier auch viele ihrer Werke